# 卡萝尔·昆顿
卡萝尔·昆顿（英語：Carole Quinton，1936年7月11日—），英国女子田径运动员。她曾代表英国参加1956年和1960年夏季奥林匹克运动会田径比赛，其中1960年奥运会获得一枚银牌。